# Minimum socjalne
Minimum socjalne – wskaźnik określający koszty utrzymania gospodarstw domowych na podstawie koszyka dóbr służących do zaspokojenia potrzeb bytowo-konsumpcyjnych na niskim poziomie. Przyjęte składniki koszyka wystarczają nie tylko dla podtrzymania życia (porównaj: minimum egzystencji), lecz dla posiadania i wychowania dzieci, a także dla utrzymania minimum więzi społecznych. Do pierwszej grupy składników zaliczają się wydatki na mieszkanie, żywność, odzież, obuwie, ochronę zdrowia i higienę; do drugiej grupy – koszty komunikacji i łączności (np. dojazdy do pracy), wydatki na kształcenie i wychowanie dzieci, na kontakty rodzinne i towarzyskie oraz skromne uczestnictwo w kulturze. Jest to więc model zaspokajania potrzeb na poziomie minimalnego dobrobytu. Minimum socjalne nazywane jest też granicą wydatków gospodarstw domowych, mierzącą godziwy poziom życia.
W Polsce minimum socjalne szacowane jest przez Instytut Pracy i Spraw Socjalnych od 1981 na podstawie uchwały Rady Ministrów (było jednym z postulatów zgłaszanych w porozumieniach sierpniowych). IPiSS ustala wartość koszyka minimum socjalnego oddzielnie dla 6 typów pracowniczych gospodarstw domowych (od rodziny 1-osobowej do 5-osobowej) oraz 2 typów gospodarstw emeryckich (1- i 2-osobowych). Koszyk minimum socjalnego określony jest ilościowo (minimalna ilość danych dóbr i usług według norm zużycia, zalecanych przez naukowców) i wartościowo (koszt nabycia danych ilości dóbr i usług). W ten sposób otrzymujemy obraz niezbędnych kosztów utrzymania gospodarstw domowych na poziomie standardu minimum socjalnego.

## Dane statystyczne

### 2020
- Gospodarstwa 1-osobowe – 1265,94 zł
- Gospodarstwa z dziećmi:
  - Rodziny z 1 dzieckiem starszym – 1115,60 zł na osobę (3346,81 zł na rodzinę)
  - Rodzina z 1 dzieckiem młodszym – 1042 zł na osobę (3128,46 zł na rodzinę)
- Gospodarstwo emeryckie:
  - 1-osobowe – 1246,49 zł
  - 2-osobowe – 1040,67 zł na osobę (2081,34 zł na rodzinę)[1]

### 2017
- Gospodarstwa 1 osobowe – 1 134,46 zł; dwuosobowe – 937,33 zł na osobę (1 874,67 zł na gosp.);
- Gospodarstwa z dziećmi: 
  - Rodziny z 1 dzieckiem starszym – 996,35 na osobę (2 989,04 na rodzinę),
  - Rodzina 4 osobowa (2 dzieci) – 908,23 zł na osobę (3 632,92 na rodzinę),
  - Rodzina z trójką dzieci – 889,32 zł na osobę (4 446 zł na rodzinę)
- Gospodarstwo emeryckie: 
  - 1 osobowe – 1 124 zł,
  - 2 osobowe – 932 zł na osobę (1 865 zł na gosp.)[2]

W porównaniu z tabelą dotyczącą minimum egzystencji większe są koszty dotyczące eksploatacji mieszkania, środków czystości, kupna odzieży. Takie pozycje jak potrzeby kulturalne, wydatki na transport i łączność (opłaty za telefony komórkowe i internet) nie występują w rodzinach żyjących na poziomie minimum egzystencji.

### 2013
We wrześniu 2013 minimum socjalne w przeliczeniu na osobę wynosiło od 828,73 zł w gospodarstwach 5 osobowych (2 rodziców i 3 dzieci) do 1 064,76 zł dla gospodarstw jednoosobowych emeryckich.
W roku 2016 średnioroczne minimum socjalne w przeliczeniu na osobę wynosiło od 854,67 zł netto w gospodarstwach 5 osobowych (2 rodziców i 3 dzieci) do 1 098,18 zł netto dla gospodarstw jednoosobowych. Przykładowo, minimum socjalne dla rodziny 2+2 w 2016 roku wyniosło 3489,28 zł netto miesięcznie. Dla porównania, płaca minimalna w 2016 roku wyniosła 1355,69 zł netto, natomiast przeciętne wynagrodzenie w gospodarce narodowej około 2880 zł netto, co daje 83% minimum socjalnego.
Liczba rodzin o wydatkach poniżej minimum socjalnego rosła od ok. 48% w 1994 do 59% w 2003.